# Науковий вісник Івано-Франківського національного технічного університету нафти і газу
«Науковий вісник Івано-Франківського національного технічного університету нафти і газу» — український науково-технічний журнал. ISSN 1993-9965 (Print)
Виходить з 2009 р. Видавець — Івано-Франківський національний технічний університет нафти і газу.
Тематика журналу «Науковий вісник» стосується наукової і виробничої діяльності у сфері нафтогазопромислового комплексу і охоплює такі розділи:
- Геологія та розвідка нафтових і газових родовищ;
- розвідувальна та промислова геофізика;
- буріння нафтових і газових свердловин;
- розробка та експлуатація нафтових і газових родовищ;
- нафтогазопромислове обладнання;
- транспорт та зберігання нафти і газу;
- контроль, автоматика та електротехніка;
- економіка та організація виробництва;
- екологічна безпека та раціональне природокористування;
- методи та засоби неруйнівного контролю і технічної діагностики.